# La Châtre

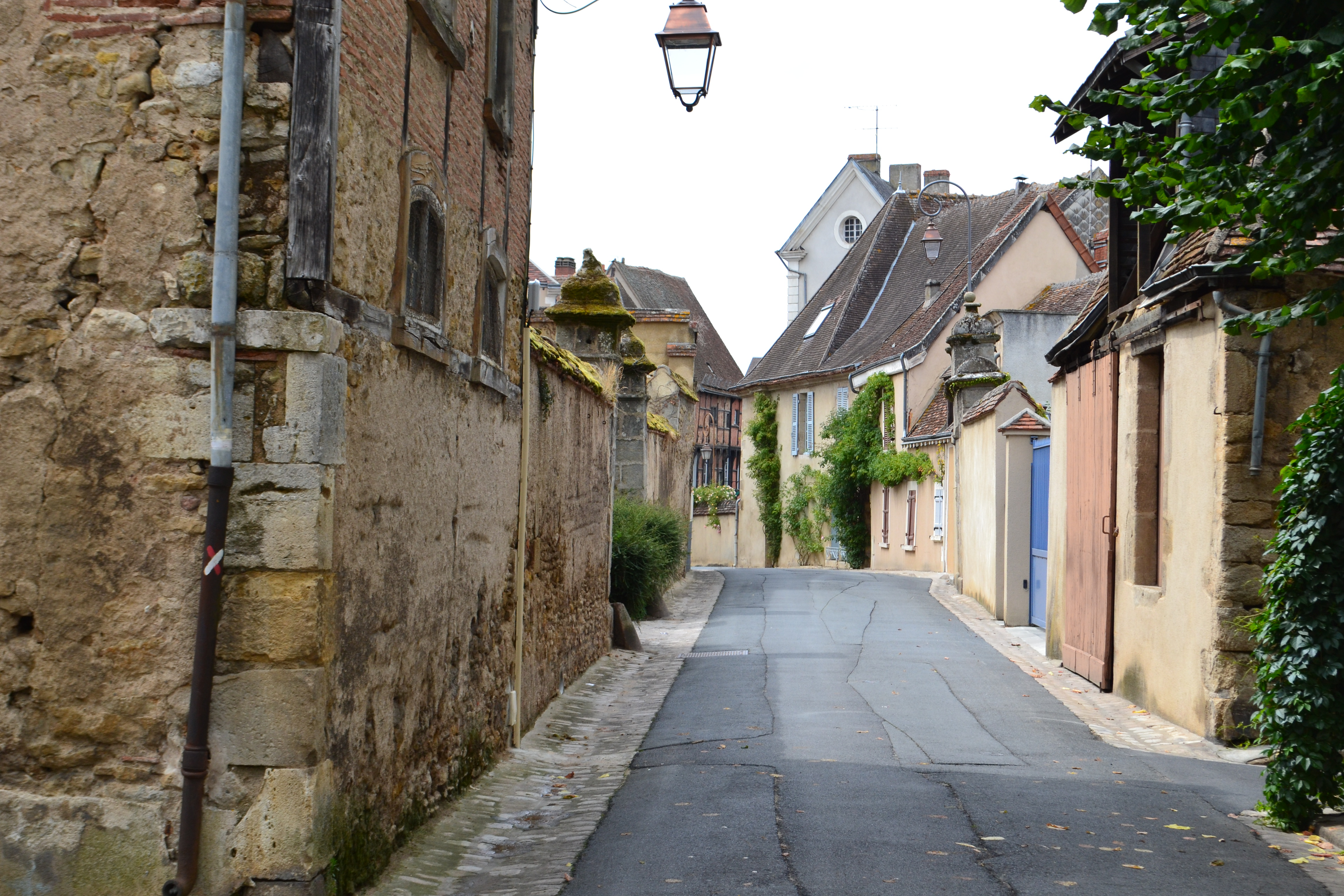

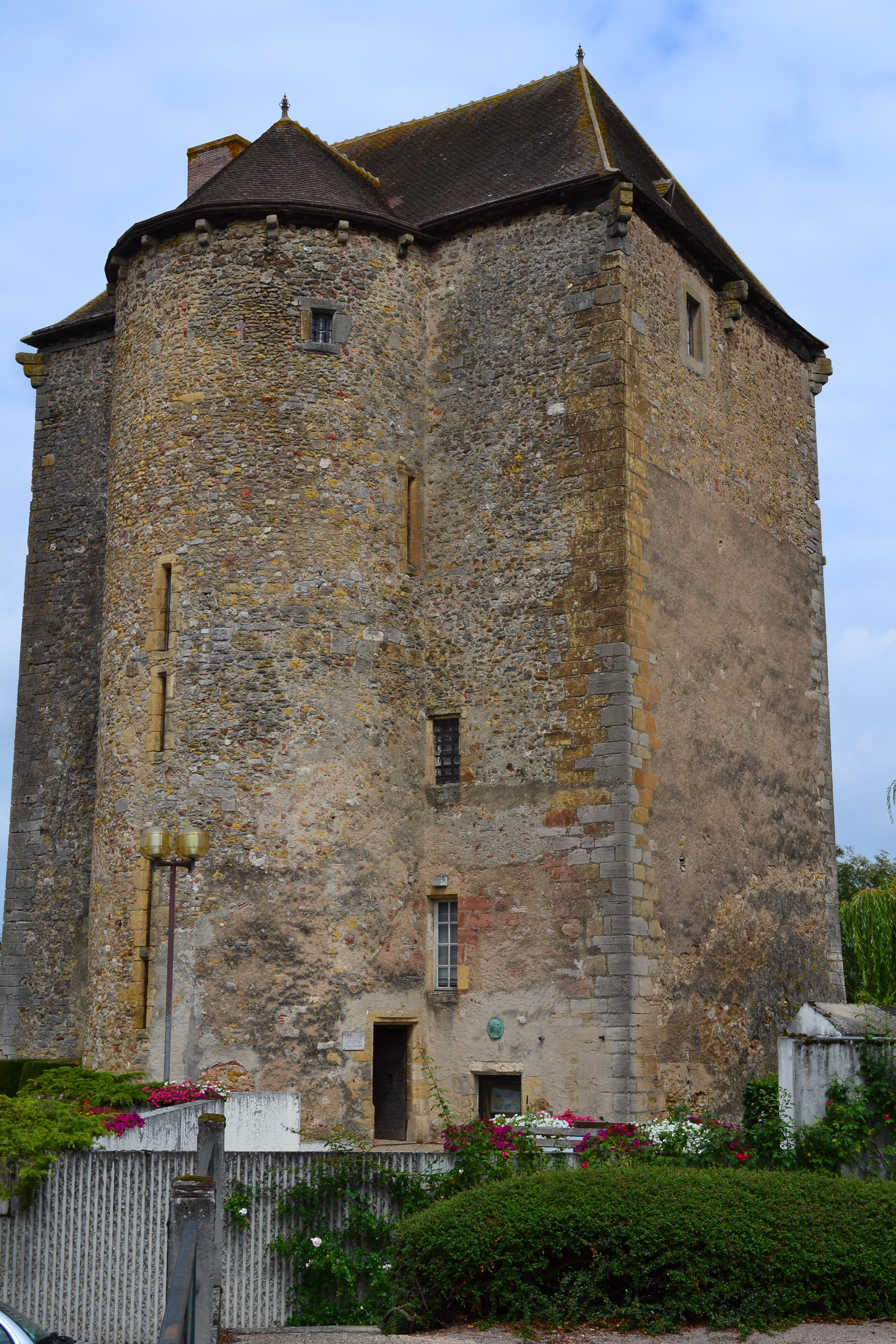

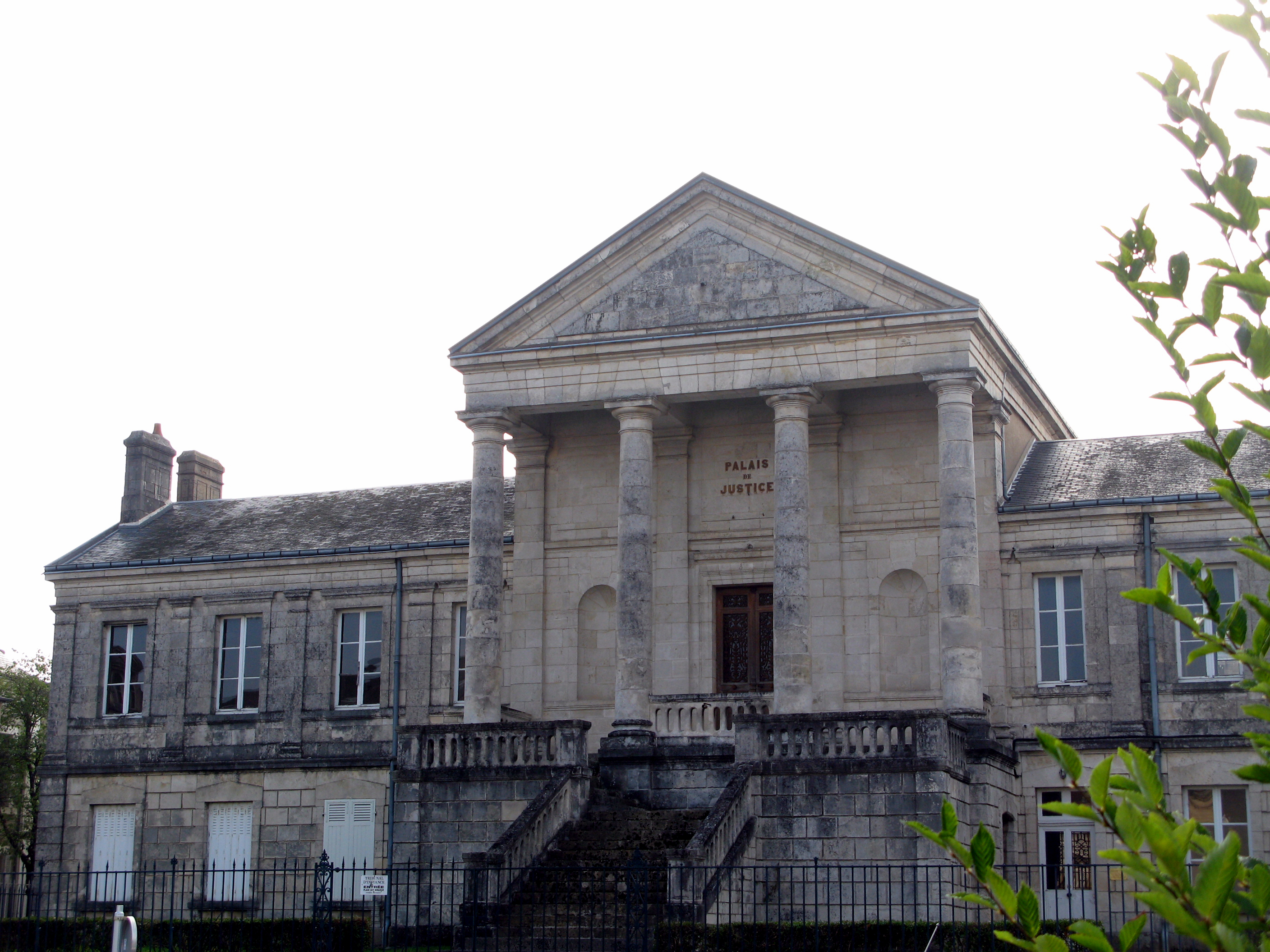
Domstolen

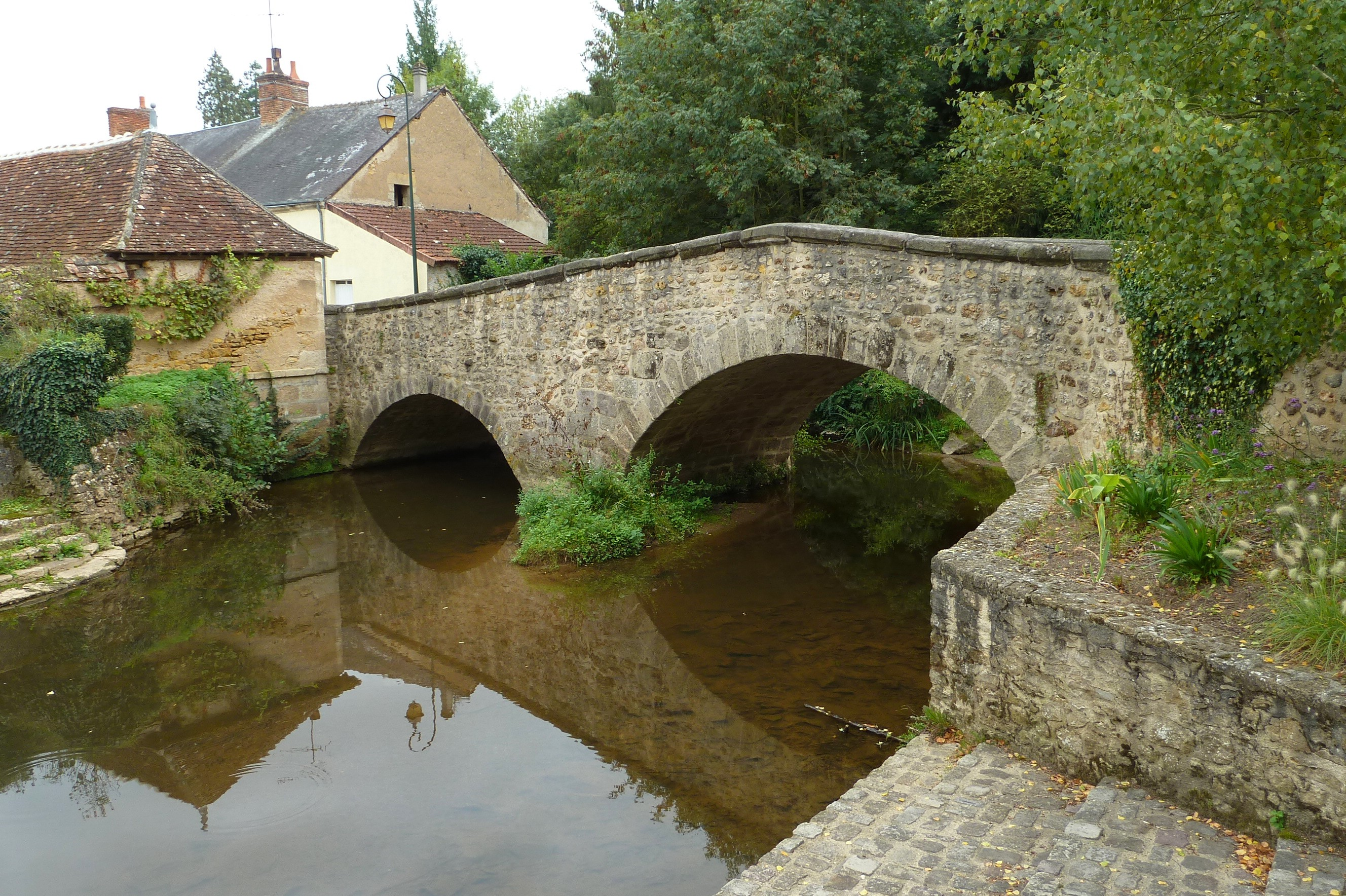

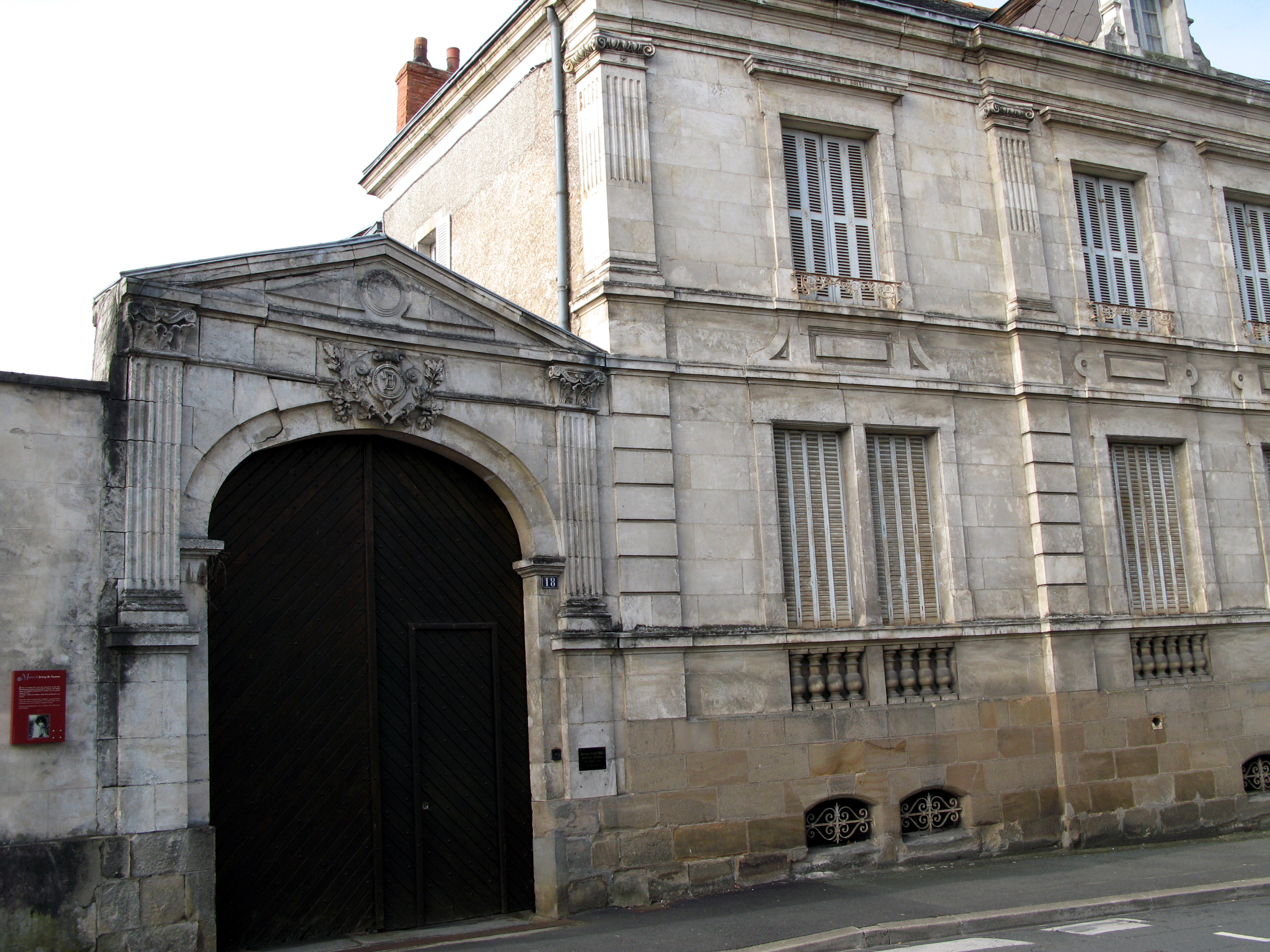

La Châtre är en fransk kommun i Indre, regionen Centre-Val de Loire. Kommunen ligger i den sydvästra delen av departementet, i den naturregion som kallas Boischaut-Sud, vilken dominerar Indre-dalen. Staden har 4 038 invånare (2022) och är sous-préfecture i departementet.
Området kring kommunen genomkorsas av floden Indre. Kommunen har en tillhörande by kallad La Rochaille.
De angränsande kommunerna heter: Montgivray, Lacs, Le Magny, Briantes.

## Historik
Staden La Châtres etymologiska ursprung är latinets « castrum » (plural « castra »), som betyder 'befäst läger'. Arkeologer och historiker menar att det med största sannolikhet rörde sig om ett forntida galliskt eller romerskt läger.
Staden blev också säte för ett s.k. 'baronnie' (förläning till en baron), där den förste kände innehavaren av detta ämbete (1000-talet) var Ebbes VI, yngste son till Raoul II av Déols, Châteauroux länsherre. Raoul II lär ha skapat denna förläning till sin son år 1010, till vilket också hörde länsherregodsen i kommunerna eller byarna Sarzay, Briantes, Angibault, Saint-Martin de Thevet, Maugivray, Montleviq, Virolan, Bellefont, Ars, L'Alleu, Nohant, Vieilleville och La Prune au Pot. 
1424 lät man konstruera ett länsherreslott som var beläget innanför de stora murarna i staden. Delar av det som då var en feodal borg finns fortfarande kvar, bland annat i form av ett torn som tidigare tjänat som fängelse men som idag inrymmer Musée George Sand et de la Vallée Noire (för närvarande, 2018, under renovering).
Cisterciensmunkar (Cisterciensorden) kom tidigt att etablera sig vid floden Indres strand, som genomkorsar staden och förutom den andliga verksamheten bidrog de också till den ekonomiska utvecklingen via att de medverkade vid konstruktionen av kvarnar. Dessa kvarnar kom att bli navet i en blomstrande finansiell expansion där garverierna kom att utgöra hörnstenar i den ekonomiska tillväxten.
1152 brändes La Châtre ned av kung Ludvig VII och 1209 lade Philippe II Auguste under sig staden.

### 1200-1400-talet
Karmeliterna (Karmelitorden) kom under denna epok att etablera sig i La Châtre och ett Karmelitkloster uppfördes. 
Staden övergår nu administrativt till Chauvigny.
1463 kom borgarna i staden att till del frigöras från den feodala överhögheten, vilket gav dem större möjligheter att utveckla egna verksamheter. Under 1400-talet - vid slutet av 100-årskriget - upplevde staden en stark utvecklingsperiod.
Stadens läge mellan de franska kungarnas ägor och de forntida engelska provinserna utgjorde en strategiskt utmärkt plats, som avsevärt underlättade handelsutbytet. Detta också tack vare närvaron av en kunglig rättsmyndighet i Bourges. 
Som ett tecken på det ökade välståndet, uppfördes nu också ett stort antal vackra hus av, ibland, palatsliknande karaktär.

### Den moderna eran
Början av 1600-talet
I gränsen mellan zoner med lågt skattetryck och högskatteområden, utvecklades staden till en garnisons- och ämbetsmannastad som kom att uppföra 'privatpalats' (stora privathus), vilket kom att avsevärt förändra stadsbilden.
1788:
Stadens lekmän beslöt detta år att riva stadens portar eftersom muren redan till tre-fjärdedelar var förstörd.
Nutid
1800-talet Detta sekel utmärktes av skinn- eller läderindustrin. 
I ett landskap som bl.a. präglades av gårdar med stora boskapsuppfödningar, med riklig tillgång till vatten via Indre, existerade redan under Medeltiden ett stort antal garverier. En fjärdedel av stadens kvarter har bevarat namn som minner om denna verksamhet.
1800-talet präglades även av George Sands närvaro. Författarinnan begav sig ofta till La Châtre för att träffa sina vänner, även om hon sade sig beklaga stadens konformitet. Via sitt hus i Nohant (Viq), några få km från La Châtre, var det nära till staden och både La Châtre och Berry/Indre utgör de främsta källorna till de böcker hon skrev, som tilldrog sig i det landskap hon älskade så högt.
1960-tal La Châtre upplevde stora förändringar under detta decennium: Hela kvarter skapades omkring den 'gamla staden' vilket gjorde att bebyggelsen växte och med detta följde inflyttning av människor som kom att verka och bo i eller omkring staden. Idag är La Châtre en dynamisk sous-préfecture med omkring 4 500 invånare.

## Historiska platser och monument
- 'Museet George Sand och la Vallée Noire' (Svarta Dalen)
- Saint-German-kyrkan
- Gamla hus som korsvirkeshus och privata 'palats'
- Ett Krigsmonument (som i alla franska städer) som har den egenheten att den föreställer en kvinna stående vid foten av en s.k. 'lanterne des morts'. Parentetiskt kan här nämnas att detta monument är skapat av en av traktens kända konstnärer, skulptören Ernest Nivet, en lärjunge till Auguste Rodin.
- Ett stenhus från första och andra världskrigen där de franska motståndsmännen hade sitt högkvarter;
- En bro som är klassad historiskt monument, daterande sig till tidig medeltid;
- Gamla bevarade garverier vid vattnet;

Förutom dessa specifika byggnader och monument finns ett stort antal gamla stenhus från medeltid till 1800-tal, de senare de första 'borgerliga palatsen' som byggdes under stadens ekonomiskt expansiva period. 
Staden uppvisar en stor variation i de arkitektoniska stilar som finns representerade i och omkring densamma. Dock dominerar den medeltida prägeln fram till 1800-tal.

### George Sands hem
Författaren George Sand (Amantine Aurore Lucile Dupin) bodde under långa tider i en by i kommunen (Nohant) och hennes hus är öppet för besökare. Hon föddes i Paris, men huset tillhörde hennes familj och kallas därför också 'Domaine George Sand'. Där kan man se hur hon bodde ; hennes sovrum, arbetsrum, 'musikrum' med den Pleyel-flygel hon köpte till Chopin, ett matsalsbord på vilket man finner bordsplaceringsetiketter med namn på många av hennes prominenta gäster bland författare och musiker. Till detta finns också en teater och en dockteater att beskåda.

## Bio, teater, utställningshall
La Châtre har en biograf, Cinéma Lux, som också fungerar som teater. Historiskt sett är kronologin dock den motsatta.
Biografen/teatern är inrymd i en vacker byggnad som tidigare var ett kapucinerkloster (grundat av de ovan nämnda kapucinerna under 1200-1400-talen) men som under slutet av 1700-talet omvandlades till teaterbyggnad. 
I början av 1900-talet utvecklades denna och man lät även inrymma kommunens biograf i samma lokal. 
Biografen drevs från och med 1988 till och med den första mars 2023 av en av de sista individuella biografägarna i Frankrike (Didier Godet). Från och med den första mars 2023, tar l’Association du théâtre Maurice Sand (”Maurice Sands teaterförening”) över ansvaret för biografen. 
Biografen visar två filmer per vecka, både franska och internationella filmer. Dessa visas antingen i 'version francaise' eller 'version originale' (förstnämnda vanligast). Man visar också matinéfilmer för barn, skolungdomar och gymnasieelever. 
Under hösten 2011 visades bl.a. den svenska filmen Låt den rätte komma in av Tomas Alfredson och kortfilmen Aldrig som första gången av Jonas Odell inom ramen för gymnasieskolevisningarna.
Till detta kommer också evenemang knutna till Jacques Tati (som spelade in sin sista långfilm, Parade på Cirkus i Stockholm) till vilkens ära ett museum till minne av inspelningen av Fest i byn invigdes 2009 i Saint-Sévère, staden i vilken filmen spelades in 1947. I samband med olika Tati-retrospektiver eller visande av filmer gjorda av regissörer som verkar i samma anda, brukar Cinéma Lux deltaga.
Teaterföreställningar visas regelbundet, antingen framförda av amatörteatergrupper eller professionella. Det kan här röra sig om gamla klassiker, men också nyare teater från Frankrike, men också från andra delar av världen.

## Festaktiviteter
Sedan 2003 har föreningen Un point C tout varje år i augusti, organiserat en Punkrock/hardcore-festival och en skateboardtävling. Denna festival samlar grupper inte bara från Frankrike, utan från hela Europa (2011 besökte exempelvis den svenska gruppen 'Misconduct' festivalen). Antalet besökare har år från år ökat och de kommer dels från olika kommuner och delar av Frankrike dels från andra länder i Europa. Konserterna hålls inom ramen för skate-parkens område och skatetävlingarna genomförs lördagar och söndagar. Festivalen börjar ofta på en torsdag och pågår till söndag.
Sedan 2009 hålls i slottet Château d'Ars en av de största folkmusikfestivalerna i världen: Rencontres Internationales des Luthiers et Maîtres Sonneurs. Även om slottet geografiskt är placerat i grannkommunen Lourouer Saint Laurent, ligger den endast 3 km från La Châtre varför kommunen på olika sätt deltar i arrangemanget; organisatoriskt, ekonomiskt, personellt och på många andra sätt. Tidigare hölls denna festival i staden St Chartier och slottsparken där. 
2011 firade festivalen sitt 35-årsjubileum. Festivalen pågår under fyra dagar i mitten av juli och 2010 besöktes den av 35 000 personer, 2011 uppemot 40 000.
Sedan 2007 har också anordnats en kortfilmstävling, kallad Berry Movies. Tävlingen är vare sig en lokal eller nationell angelägenhet, alla har rätt att deltaga, var man än bor i världen. Varje år kommer till selektionskommittén in 50-60 filmer, varav 10 väljs ut att deltaga i huvudtävlingen. Sista dag för insändande av en kortfilm brukar normalt infalla i slutet av september och tävlingen hålls en dag i slutet av oktober varje år. Bland de tio utses tre vinnare som dels får priser dels har möjlighet få sina filmer visade i andra, större sammanhang. Initiativtagare till festivalen är Florent Choffel och Etienne Sautereau, båda uppvuxna i La Châtre.
La Châtre har också vid ett antal tillfällen varit en av genomfartslederna för Tour de France. Första gången detta skedde var 1987 och därefter 1997, 1998, 2005 och 2009 (2010?).

## Sport
'L'Union Sportive de La Châtre' är den allmänna idrottsklubben i kommunen. Inom stadens idrottsområde kan man finna dels en stor rugbyplan, två-tre fotbollsplaner, varav en med konstgjort gräs, en löparbana med konstmaterial, avsedd att användas året runt; fyra tennisbanor (varav en inomhus); idrottshall med möjlighet att spela basket, handboll m.m; utehandbollsplan; löparbanor, diskus- och släggplats, längdhopps- och höjdhoppsbanor. Till detta kan läggas en stor inomhus- och utomhusbassäng för olika åldrar med en rutschkana vid utomhusbassängen. I detta 'badhus' finns även bastur.

## Utbildning
I kommunen finns:
- Två allmänna förskolor (Gustave Flaubert och Marie-Louise Laguerre);
- En privat lågstadieskola (Sainte Geneviève);
- Två allmänna grundskolor (Eugène Delacroix och Maurice Rolland);
- Ett 'collège'=allmän grundskola som ger undervisning i åldrarna 11-15 år (George Sand);
- Ett allmänt gymnasium (George Sand).

## Statliga verk, myndigheter
Staden förfogar över följande serviceinrättningar:
- Sous-préfecture (Under-prefektur) (administrativ del av ett département, huvudorten i ett arrondissement)
- skattemyndighet
- postkontor
- turistbyrå
- kommunal polis
- gendarmeri
- räddningstjänst
- ett center för underhåll och exploatering av kommunens vägar underställd 'Conseil général de l'Indre'.

## Kommunikationsmedel: Transporter och vägar

### Vägnät
Det kommunala territoriet betjänas av de departementala vägarna 41a, 49, 73, 83a, 927, 940 och 943.

### Tågförbindelser
De närmaste järnvägsstationerna finner man i Châteauroux (36 km från La Châtre) och Argenton-sur-Creuse (39 km).

### Bussförbindelser
Det kommunala territoriet betjänas av busslinjerna E, F och H av bussbolaget 'L'Aile Bleue' (Blå vingen).

### Flygplats
Den närmaste flygplatsen finner man i Châteauroux-Centre, belägen ca 39 km från La Châtre.

### Vandringsleder
Det kommunala territorier är genomkorsat av:
Den stora vandringsleden 46;
den stora vandringsleden 654;
den stora landskapsvandringsleden: Sur les Pas des Maîtres Sonneurs

## Geografiskt läge

### Närmaste tätorter
- Châteauroux (38 km, ca 50 000 inv.);
- Issoudun (44 km, 13 500 inv.2008)
- Saint-Amand-Montrond (53 km, 11 829 inv. 2008)
- Montluçon (63 km, 39 492 inv. 2008)
- Bourges (71 km, 68 980 inv. 2008)
- Le Blanc (77 km, 6 936 inv. 2008)
- Vierzon (97 km, 27 495 inv. 2008)

### De större kommunerna
- Loches (113 km, 6 450 inv. 2008)
- Limoges (122 km, 140 138 inv. 2008)
- Romorantin-Lanthenay (131 km, 17 559 inv. 2008)
- Poitiers (139 km, 89 282 inv. 2008)
- Châtellerault (143 km, 33 540 inv. 2008)
- Tours (181 km, 135 480 inv. 2008)
- Paris (305 km, 2 211 297 inv. 2008)

## Personligheter förknippade med kommunen
- Gilles Porcher de Lissonay, (1753-1824) i La Châtre, läkare och politiker under revolutionsåren samt kejsartiden.
- Henri de Latouche, (född i La Châtre 1785, död i Val-d'Aulnay 1851). Direktör för Mercure under 1800-talet och en av de första chefredaktörerna för Le Figaro 1828. André Chenier's förläggare och god vän med George Sand, Honoré de Balzac, Jules Sandeau.
- George Sand (1804-1876, Nohant)
- Jules Sandeau (1811-1883), vän till Aurore Dupin Baronessan Dudevant, blivande George Sand, romanförfattare som tillsammans med Sand skrev romanen Rose et Blanche samt gav henne delar av sitt namn då hon blev George Sand. Han ägde ett hus vid place du Marché, som är förstört.
- Émile Acollas (1826 La Châtre-1891), juridiklärare, juridisk expert.
- Étienne de Saint-Martin (1831-1911), fransk politiker och deputerad i La Châtre's arrondissement.
- Jenny de Vasson (1872-1920), fotograf.
- Édouard Lévêque (1911-1997) mer känd under sin pseudonym Jean-Louis Boncoeur, skulpturlärare på collège George Sand, målare, författare, komiker och folkbildare samt förvaltare av de lokala traditionerna rörande historia, kultur, kläder, språk m.m. Han var också – tillsammans med Michelle Fromenteau – grundaren av 'Rencontres Internationales des Luthiers et Maîtres Sonneurs'.
- Marcel Dussault (f. i La Châtre 1926), tidigare professionell cyklist.
- Pierre de Boisdeffre (1926-2002), diplomat, litteraturkritiker och författare, tidigare direktör för ORTF, som bott och är begravd i La Châtre.
- Fred Deux, (f. 1924 i Boulogne-Billancourt), tecknare, författare och skulptör, influerad av surrealisterna. Han föddes inte i La Châtre men staden har kommit att bli hans hem sedan många decennier. Gift med Cécile Reims (f. 1927 i Paris), gravör (kopparstick) och tillsammans med Fred Deux två av stadens celebra konstnärer.

## Heraldik
La Châtres vapen föreställer tre tältpaviljonger i guld.

## Befolkningsutveckling
Antalet invånare i kommunen La Châtre
Referens:INSEE